# Adjuntas (gemeente)
Adjuntas is een van de 78 gemeenten (municipio) in de vrijstaat Puerto Rico.
De gemeente heeft een landoppervlakte van 173 km² en telt 19.143 inwoners (volkstelling 2000).

## Plaatsen
- Adjuntas

## Galerij

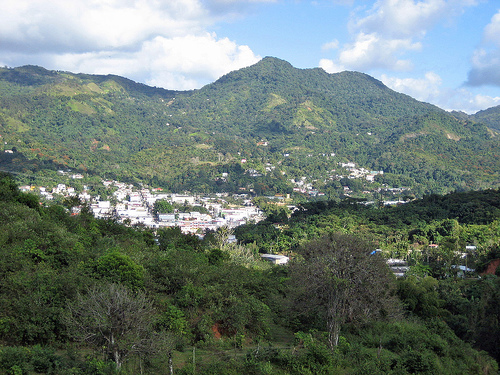
Adjuntas
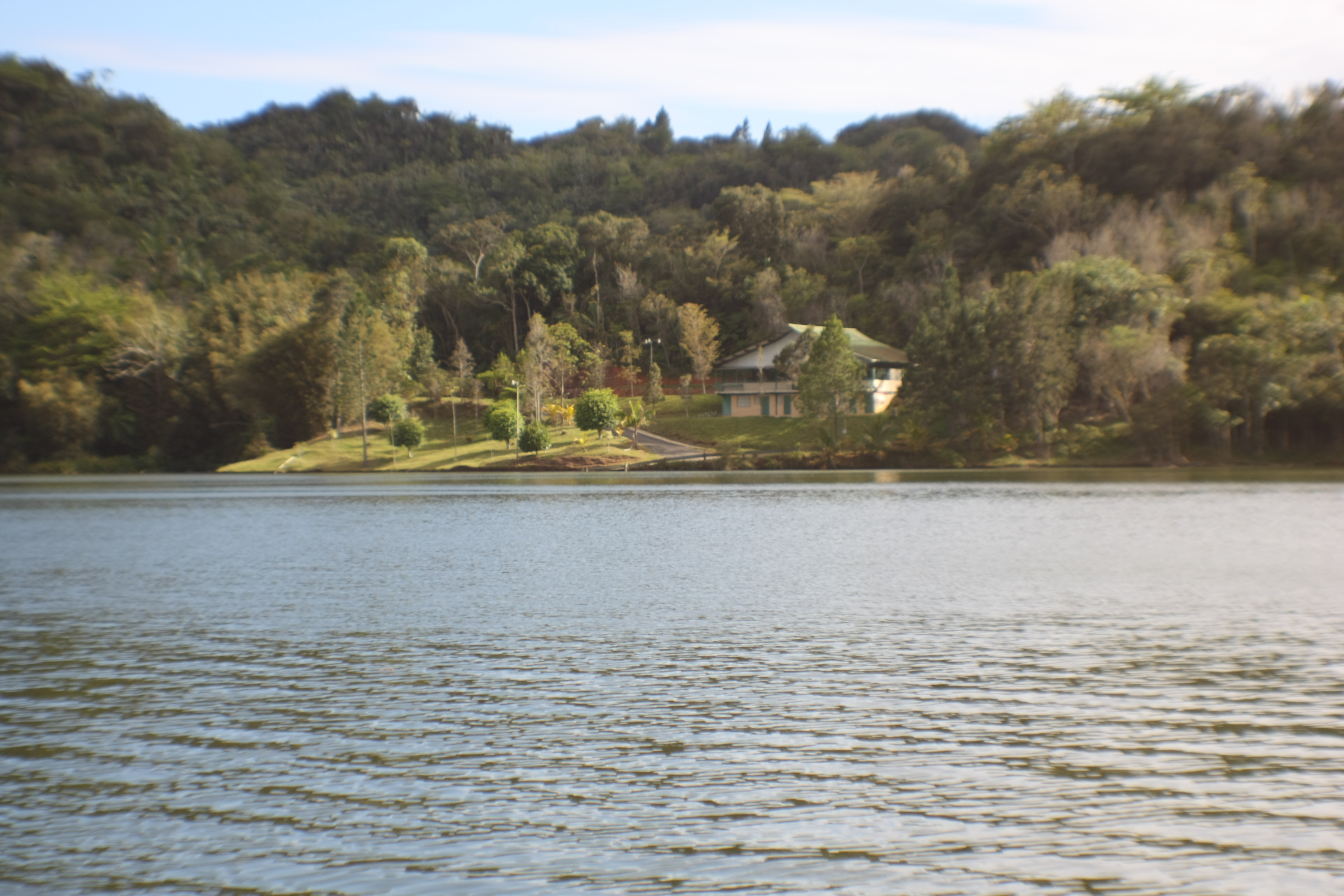
Lago Garzas
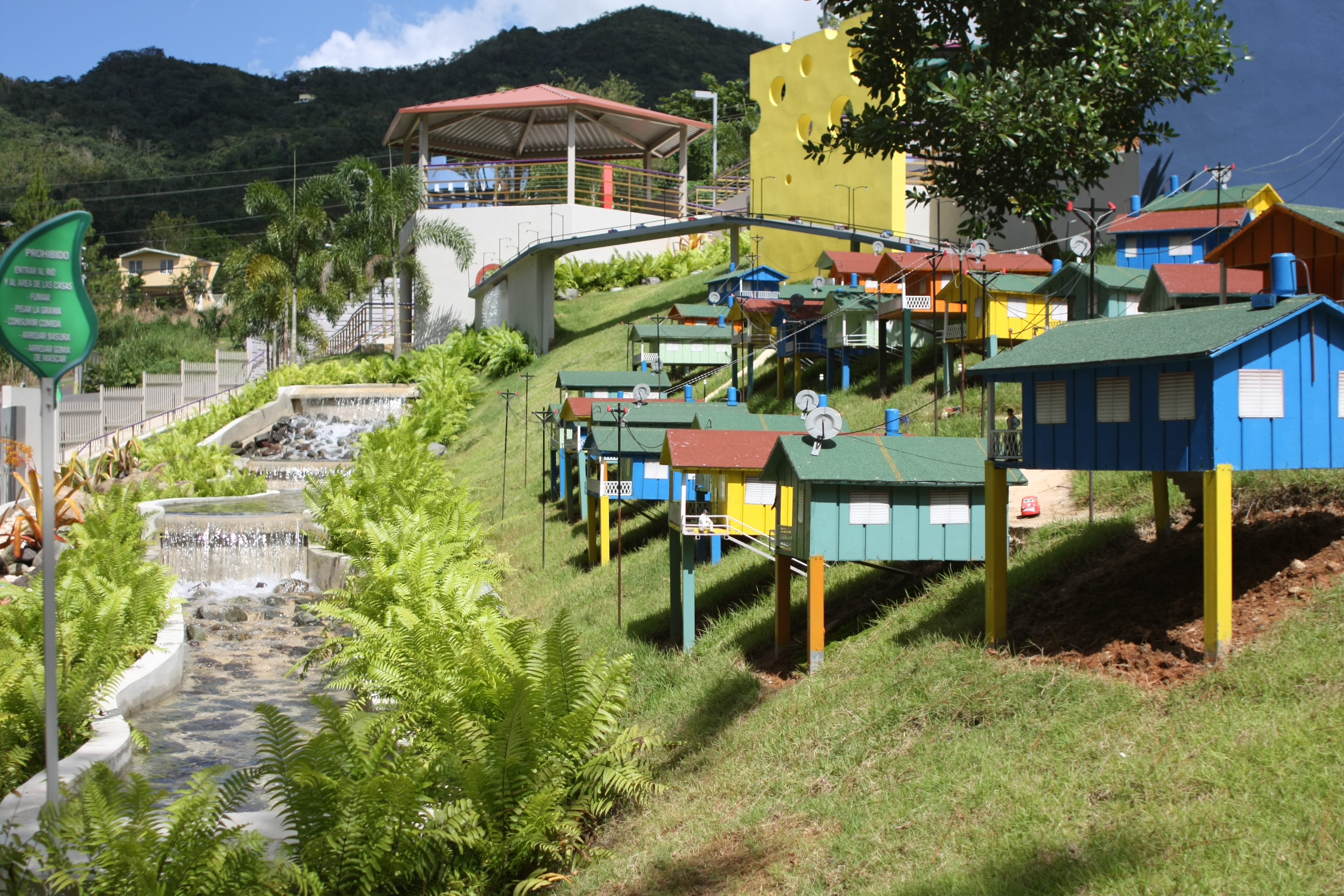
Castillo de los niños
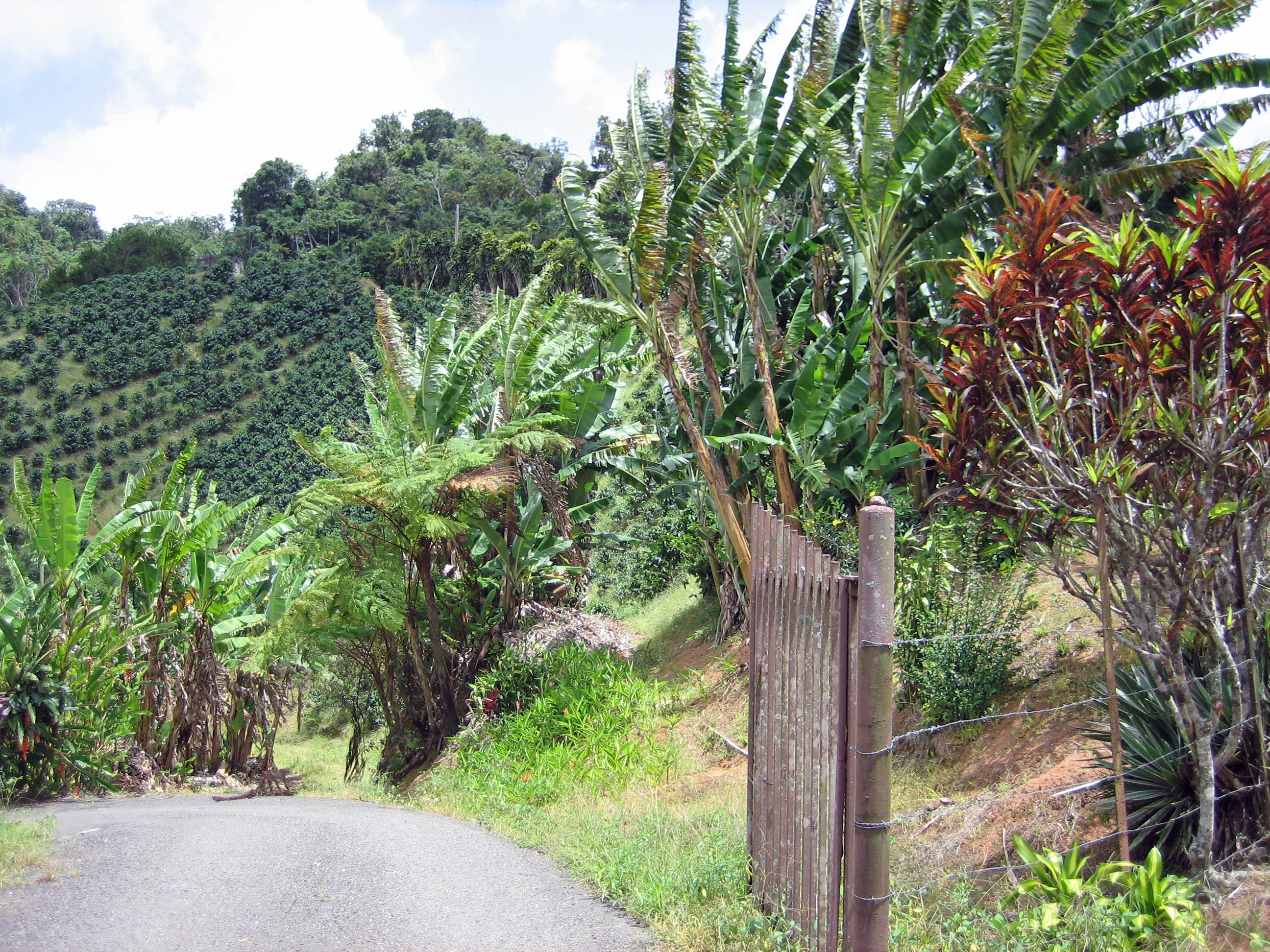
Plantage in Adjuntas